# Powerbomb

Animacja rzutu typu powerbomb.

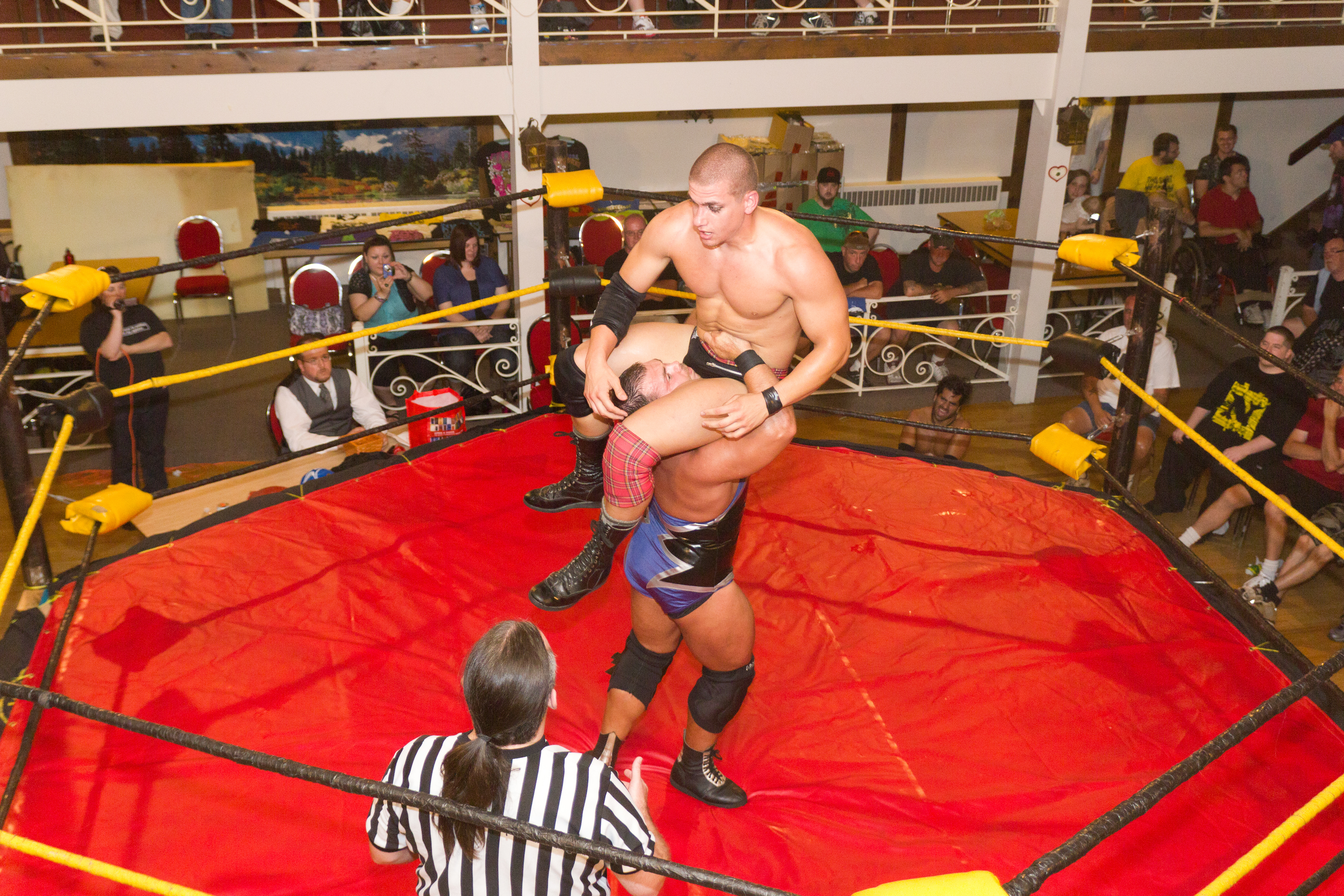
Pozycja powerbomb – przeciwnik siedzi na ramionach wrestlera, który wykonuje rzut.

Powerbomb (ang. potężna bomba) – rodzaj obalenia (rzutu) wykonywanego w wrestlingu. Powerbomb polega na podniesieniu przeciwnika w taki sposób aby ten siedział na ramionach zawodnika wykonującego chwyt (ręce zawodnika, który wykonuje rzut spoczywają na ogół na brzuchu przeciwnika) i w następstwie mocnym rzuceniu oponenta na matę lub ring (na łopatki). Obalenia typu powerbomb używane są również w mieszanych sztukach walk. Do najbardziej znanych należą Batista Bomb (Dave Bautista), The Last Ride (The Undertaker), Gutwrench Powerbomb (Jack Swagger), Splash Mountain (Eddie Guerrero) oraz High Cross (Sheamus). Za wynalazcę tego obalenia uznaje się Lou Thesza, który jako pierwszy zastosował ten manewr w walce z Antonino Roccą we wczesnych latach 50. XX wieku.

## Warianty w wrestlingu

### Argentine powerbomb
Manewr łączący Argentine backbreaker rack z rzutem powerbomb. Spopularyzowany przez AJ Stylesa, który nadał mu miano Rack Bomb.

### Chokebomb
Jeden z wrestlerów łapie przeciwnika oburącz za szyję (gardło) i rzuca nim o matę. Manewr ten stosowali m.in. The Boogeyman i Matt Bloom (w gimmickach Alberta i Lorda Tensai). Nosi również inne nazwy jak sitout two-handed chokeslam lub choke driver.

### Crucifix powerbomb

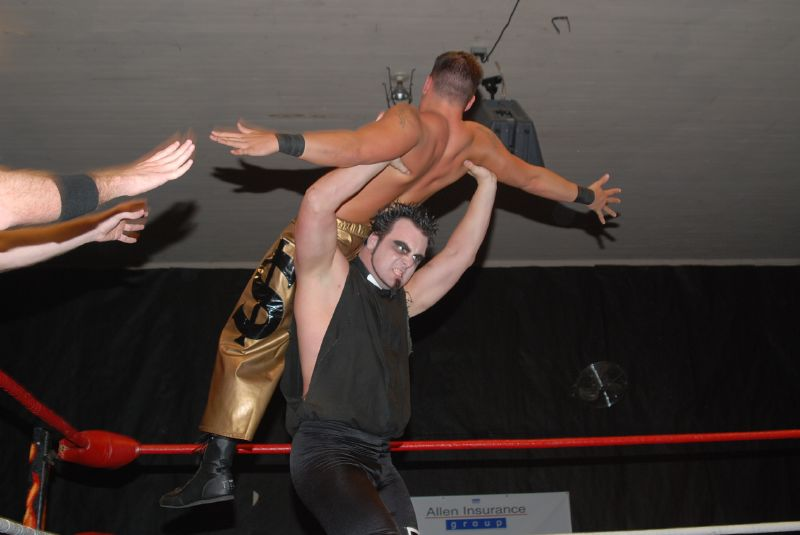
Crucifix powerbomb.

Wrestler mocuje głowę przeciwnika między swoimi kolanami, podnosi go na swoje ramiona w pozycji „krzyża” (ang. crucifix) i z rozbiegiem rzuca o matę. Akcję tę spopularyzował Sheamus, który nazwał ten manewr mianem High Cross. Również Razor Ramon korzystał z tego rzutu, który określił go mianem Razor's Edge. Obok tradycyjnego rzutu Crucifix powerbomb istnieje również wariant Sitout crucifix powerbomb, który wygląda podobnie jednak zamiast rozbiegu wrestler wykonuje przysiad w trakcie obalenia. Taki manewr stosował m.in. Roman Reigns (Niagara Bomb) czy Eddie Guerrero (Black tiger bomb). Manewr przypomina „niesienie krzyża” i stąd pochodzi nazwa tego obalenia.

### Dangan Bomb
Ten manewr został po raz pierwszy zastosowany przez japońskiego wrestlera Masato Tanakę. Ruch ten polega na złapaniu przeciwnika w pozycji „belly to back”, podniesieniu go oraz rzuceniu na łopatki.

### Double powerbomb
(pol. podwójny powerbomb). Jest to standardowy rzut powerbomb z tym, że w akcji biorą udział dwaj wrestlerzy na jednego przeciwnika lub (rzadziej) jeden wrestler na dwóch przeciwników. Double powerbomb może również oznaczać standardowy rzut powerbomb z tym, że wykonywany jest dwukrotnie, raz za razem przez jednego wrestlera na jednym przeciwniku.

### Double knee backbreaker powerbomb
To również manewr typu powerbomb, który charakteryzuje się tym, że wrestler z pozycji powerbomb obala przeciwnika na swoje kolana, a nie na matę. Manewr ten przypomina manewr o nazwie backstabber, lecz całe działanie wykonywane jest pozycji powerbomb (przeciwnik siedzi na ramionach zawodnika wykonującego rzut).

### Double underhook powerbomb
Znany również jako Tiger bomb. Manewr ten polega na złapaniu przeciwnika za ręce, pod doły pachowe (ang. underhook), następnie podniesieniu go oraz rzuceniu w pozycji powerbomb. Istnieje również manewr Sitout Double underhook powerbomb, który zwany jest również jako Tiger driver – tej wersji rzutu używał Mitsuharu Misawa. Ahmed Johnson również używał wersji sitout double underhook powerbomb, który nazwał to obalenie mianem Pearl River Plunge.

### Elevated powerbomb
Manewr podobny do standardowego rzutu powerbomb, jednak siedzący na ramionach wrestlera przeciwnik, jest unoszony znacznie wyżej i znacznie mocniej rzucany na matę. Rzutu tego używał The Undertaker, który wykonywał go pod nazwą Last Ride. Również manewru tego używał Kōta Ibushi pod nazwą Golden Star Powerbomb.

### Falling powerbomb
Jest to standardowy rzut powerbomb, jednak wrestler wykonujący go na swoim przeciwniku, podczas wykonywania rzutu – upada razem z nim. Manewru tego używał Kane.

### Fireman’s carry powerbomb
Wrestler podnosi przeciwnika w pozycji fireman’s carry (przeciwnik zostaje podniesiony na barki wrestlera w pozycji poziomej – jest pozycja, również z której wykonuje się zapaśniczy rzut o nazwie dżaksarow) po czym przechodzi do standardowej pozycji powerbomb i obala przeciwnika na matę.

### Ganso bomb
Z języka japońskiego (元祖 gonso) często tłumaczony na język angielski jako Orginator bomb. Jest to również wariant standardowego rzutu powerbomb z tym, że przeciwnik nie siedzi na ramionach wrestlera wykonującego manewr, lecz trzymany jest w pozycji pionowej jak w manewrze piledriver, po czym obalany jest na łopatki. Za pomysłodawcę tego rzutu uznaje się Lou Thesza.

### Gutwrench powerbomb
Ten rzut typu powerbomb zaczyna się od złapania przeciwnika za pas (w tzw. pozycji „odwrotnego pasa” popularnego w zapasach amatorskich) podniesieniu go oraz raptownemu przejściu do pozycji powerbomb i rzuceniu na łopatki. Tego manewru jako finishera używali m.in. Jack Swagger oraz Steve Williams.

### Inverted powerbomb
Znany również jako Inverted front powerslam. Manewr zaczyna złapanie przeciwnika w pozycji odwrotnego pasa, wyniesieniu go na własne ramię oraz rzuceniu na łopatki. Ron Simmons wykonywał ten rzut jako finisher pod nazwą Dominator.

### Jackknife powerbomb
Standardowy powerbomb z tym, że po wykonaniu rzutu wrestler przechodzi w pozycję jacknife hold wykonując mostek zapaśniczy i przypinając przeciwnika. Nie należy mylić tego działania z finisherem Kevina Nasha o nazwie Jacknife powerbomb, który właściwie był wariantem powerbomb o nazwie Release powerbomb.

### Multiple powerbombs
W wrestlingu dla określenia ilości rzutów typu powerbomb stosuje się miano multiple powerbomb (ang. wielokrotny powerbomb). Może to być np. manewr double powerbomb, jeżeli zawodnik wykonuje dwa rzuty z rzędu albo triple powerbomb jeżeli tych rzutów jest trzy z rzędu. Dla kolejnego określania ilości wykonywanych rzutów stosuje się w następstwie quadruple (ang. poczwórny) quintuple (ang. pięciokrotny) itd.

### Release powerbomb
Standardowy rzut powerbomb, w którym wrestler w trakcie rzucania przeciwnika jednocześnie wypuszcza go z rąk, po czym ten bezwładnie opada na matę. Manewru tego rodzaju stosowali m.in. Kevin Nash (Jacknife powerbomb), Sycho Sid, John Bradshaw Layfield czy Sable, która nazwała go Sable Bomb.

### Rope aided powerbomb
(pol. wspomagany linami powerbomb). Wrestler podnosi za nogi leżącego na macie przeciwnika, który trzyma obiema rękami jedną z lin ringu, następnie wrestler pociąga szarpnięciem za nogi przeciwnika i przechodzi do pozycji powerbomb obalając oponenta na matę.

#### Corner sitout powerbomb
Przeciwnik siedzi na narożniku ringu, trzymając się jednocześnie lin. Wrestler łapie za nogi przeciwnika po czym raptownie pociąga za nie, ściągając przeciwnika na łopatki.

### Running powerbomb
Standardowy rzut powerbomb z tym, że wrestler przed wykonaniem rzutu nabiera rozbiegu i w trakcie biegu obala przeciwnika na łopatki. Tego manewru używali m.in. D’Lo Brown czy Seth Rollins.

### Scoop lift powerbomb
Manewr zaczyna złapanie przeciwnika jak do pozycji powerslam (przeciwnik trzymany jest przez wrestlera w pozycji poziomej przy swojej klatce piersiowej) po czym przeciwnik zostaje umieszczony na ramionach wrestlera – jak do pozycji powerbomb – manewr kończy obalenie oponenta na łopatki.

### Sitout powerbomb

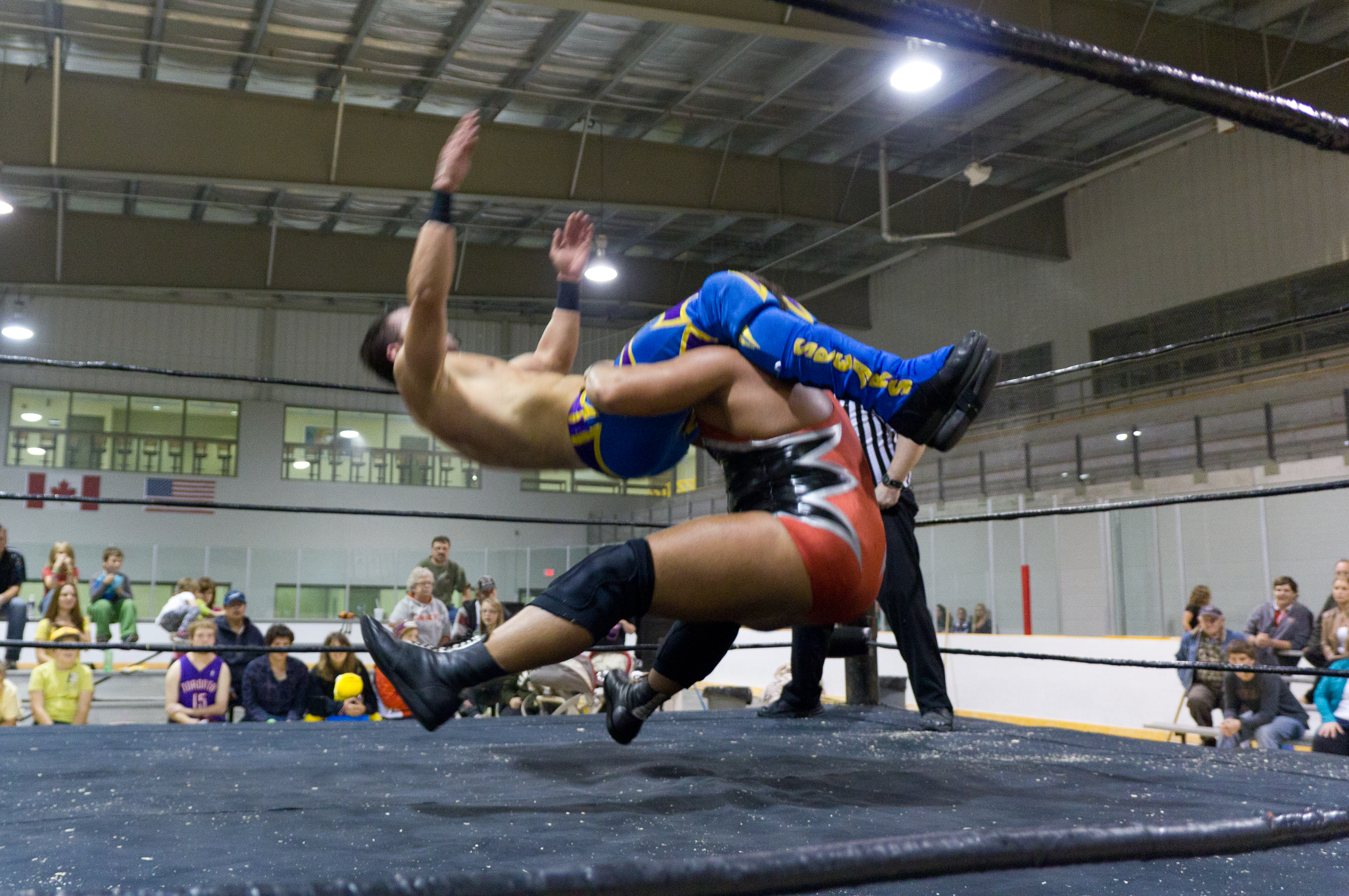
Sitout powerbomb.

Standardowy powerbomb jednak wykonywany jest z przysiadem – wrestler rzucając przeciwnika wykonuje jednocześnie przysiad i rzut tego typu kończy się w pozycji siedzącej. Manewr ten spopularyzował Jushin Liger, który wykonywał go pod nazwą Liger Bomb. Batista również używał tego manewru jako finishera o nazwie Batista Bomb. Czasem określany jako sitdown powerbomb.

### Slingshot powerbomb
Standardowy powerbomb jednak wrestler najpierw „odbija” przeciwnika od górnej liny ringu, po czym wykonuje rzut na matę ringu. Tego manewru używał m.in. The Miz.

### Snap powerbomb
Wrestler łapie w powietrzu przeciwnika po czym od razu przechodzi do obalenia powerbomb. Kevin Owens używał tego obalenia pod nazwą Pop-up powerbomb.

### Spinning powerbomb
Standardowy rzut powerbomb jednak przed wykonaniem obalenia wrestler obraca się wokół własnej osi raz lub kilka razy po czym wykonuje rzut na przeciwniku. Jako finishera używał tego manewru Michael Elgin pod nazwą Elgin Bomb. Nosi również miano Spiral powerbomb.

### Spin-out powerbomb
Znany również jako belly-to-back powerbomb lub w nazwach oryginalnych jak Blue Thunder Driver i Blue Thunder Bomb. Wrestler łapie przeciwnika od tyłu za pas, po czym podnosi go i obala poziomo na łopatki. Tego manewru używali m.in. John Cena czy Sami Zayn. Działania tego po raz pierwszy użył japoński wrestler Jun Akiyama.

### Sunset flip powerbomb

Sunset flip powerbomb.

Jeden z trudniejszych manewrów typu powerbomb. Działanie tego typu polega na tym, że wrestler wskakuje na plecy pochylonego do przodu przeciwnika, łapie go za pas, po czym razem z nim wykonuje przewrót do przodu o 90° kładąc przeciwnika na matę. Może być również wykonywany z narożnika ringu lub z rozbiegu po akcji irish whip. Działanie to z narożnika ringu wygląda podobnie lecz zaczyna je wrestler siedzący na narożniku, który przeskakuje za przeciwnika, umieszczając go jednocześnie w pozycji powerbomb, a następnie wrestler wykonuje rzut na swoim przeciwniku.

### Superbomb
Również znany pod nazwą Avalanche powerbomb. To również standardowy rzut powerbomb z tym, że wrestler wykonuje to obalenie na przeciwniku z narożnika ringu wprost na matę. Z tego typu manewru często korzystał Chris Candido jako finishera o nazwie Blonde Bombshell.

### Thunderfire powerbomb
Wrestler łapie przeciwnika za pas lub tors, podnosi na swoje barki po czym wykonuje rzut na matę ringu. Manewr ten znany jest również pod nazwą over-the-shoulder powerbomb.

### Turnbuckle powerbomb

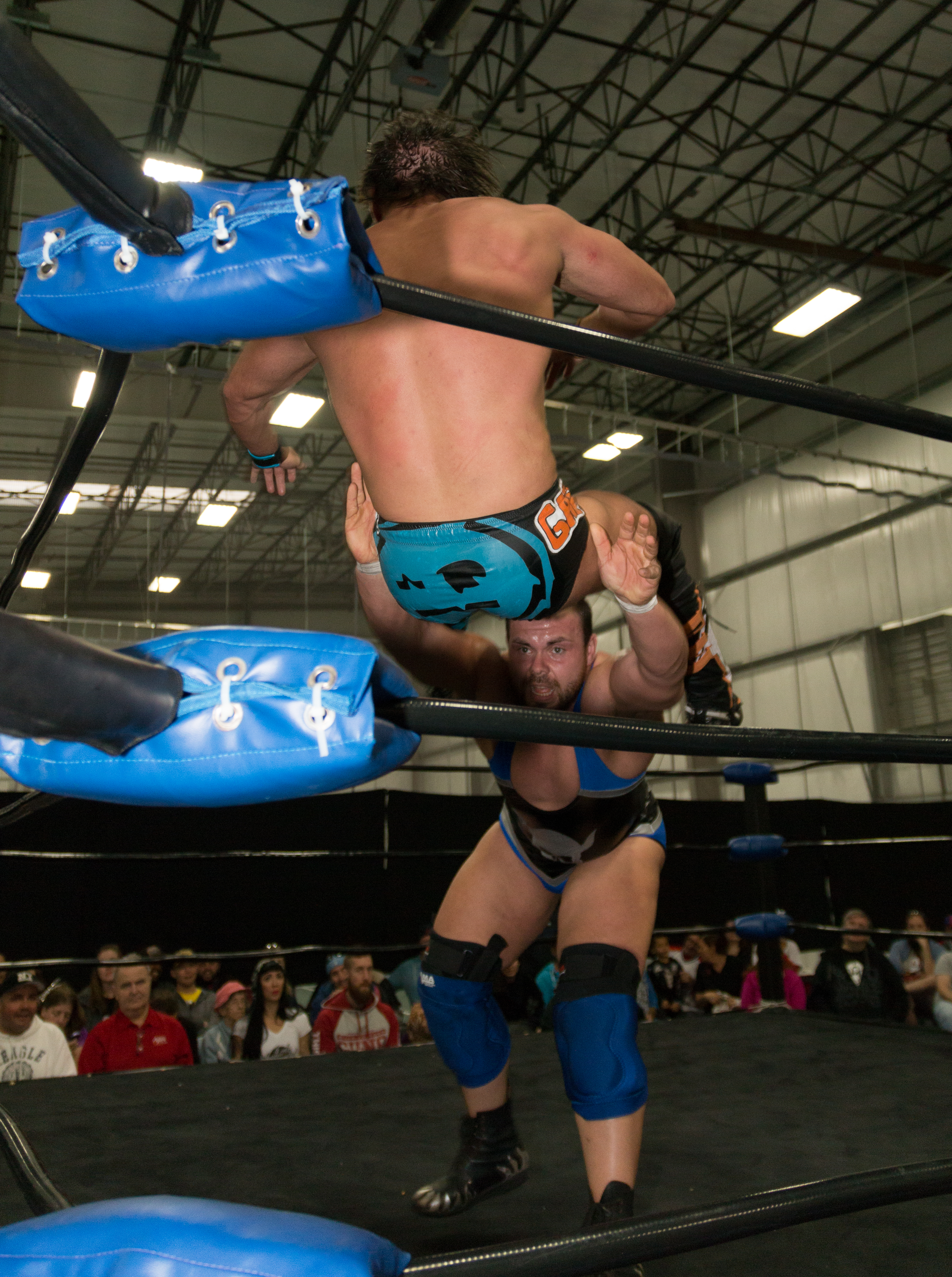
Michael Elgin wykonujący rzut turnbuckle powerbomb.

Standardowy rzut powerbomb, w którym wrestler rzuca przeciwnika w narożnik ringu zamiast na matę. Tego manewru używał m.in. Kenta Kobashi oraz Seth Rollins (Buckle Bomb).

### Verticalsuplexpowerbomb
Rzut powerbomb, który zaczyna podniesienie przeciwnika jak do rzutu vertical suplex po czym następuje przejście do pozycji powerbomb i kolejno przeciwnik zostaje obalony na łopatki.